# فرناندو ارناندس (بازیکن هندبال)
فرناندو ارناندس (اسپانیایی: Fernando Hernández‎؛ زادهٔ ۲۴ فوریهٔ ۱۹۷۳) بازیکن هندبال اهل اسپانیا بود.